# Laubmühle
Laubmühle ist ein Gemeindeteil der Gemeinde Poppenricht im Landkreis Amberg-Sulzbach in der Oberpfalz in Bayern.

## Persönlichkeiten
- Jacob Riss (* 1838 in Laubmühle; † 1908 in Hirschau), Müller und Mitglied des Deutschen Reichstags